# 1424
Năm 1424 là một năm nhuận bắt đầu bằng ngày thứ 7 trong lịch Julius.

## Sinh
- 31 tháng 10 - Vua Wladislaus III của Ba Lan (mất 1444)
- Ngày chưa biết:
  - Demetrius Chalcondyles, học giả Hy Lạp (mất 1511)
  - Abu Sa'id, người cai trị của Ba Tư và Afghanistan (mất 1469)

## Qua đời
- 4 tháng 1 - Muzio Sforza, người Ý
- 10 tháng 5 - Thiên hoàng Go-Kameyama của Nhật Bản
- 05 tháng 6 - Braccio da Montone, tiếng Ý condottiero
- 10 tháng 6 - Duke Ernest của Áo (sinh 1377)
- 16 tháng 6 - Johannes Ambundii, Đức Tổng Giám mục của Riga
- 12 tháng 8 - Minh Thành Tổ của Trung Quốc (sinh 1360)
- 11 tháng 10 - Jan Žižka, tướng Séc
- Có thể xảy ra:
  - Johannes Abezier, giám mục của các hiệp sĩ Đức (sinh 1380)